# Арденис
Ардени́с (арм. Արդենիս) — село в Армении. Находится в Ширакской области, Амасийский район.

## Расположение
Село располагается в непосредственной близости у грузино-армянской границе на северо-западе Армении.

## Экономика
Население занимается скотоводством и земледелием.